# كلوز غريم
كلوز غريم (بالألمانية: Claus Grimm)‏ هو مؤرخ الفن ألماني، ولد في 22 نوفمبر 1940.